# Keishi Murakami
Keishi Murakami (japanisch 村上 景司 Murakami Keishi; * 14. September 2002 in der Präfektur Osaka) ist ein japanischer Fußballspieler.

## Karriere
Murakami erlernte das Fußballspielen in der Jugendmannschaft von Gamba Osaka. Die U23-Mannschaft des Vereins spielte in der dritten Liga, der J3 League. Bereits als Jugendspieler absolvierte er neun Drittligaspiele.